# Stadskerk (Wittenberg)

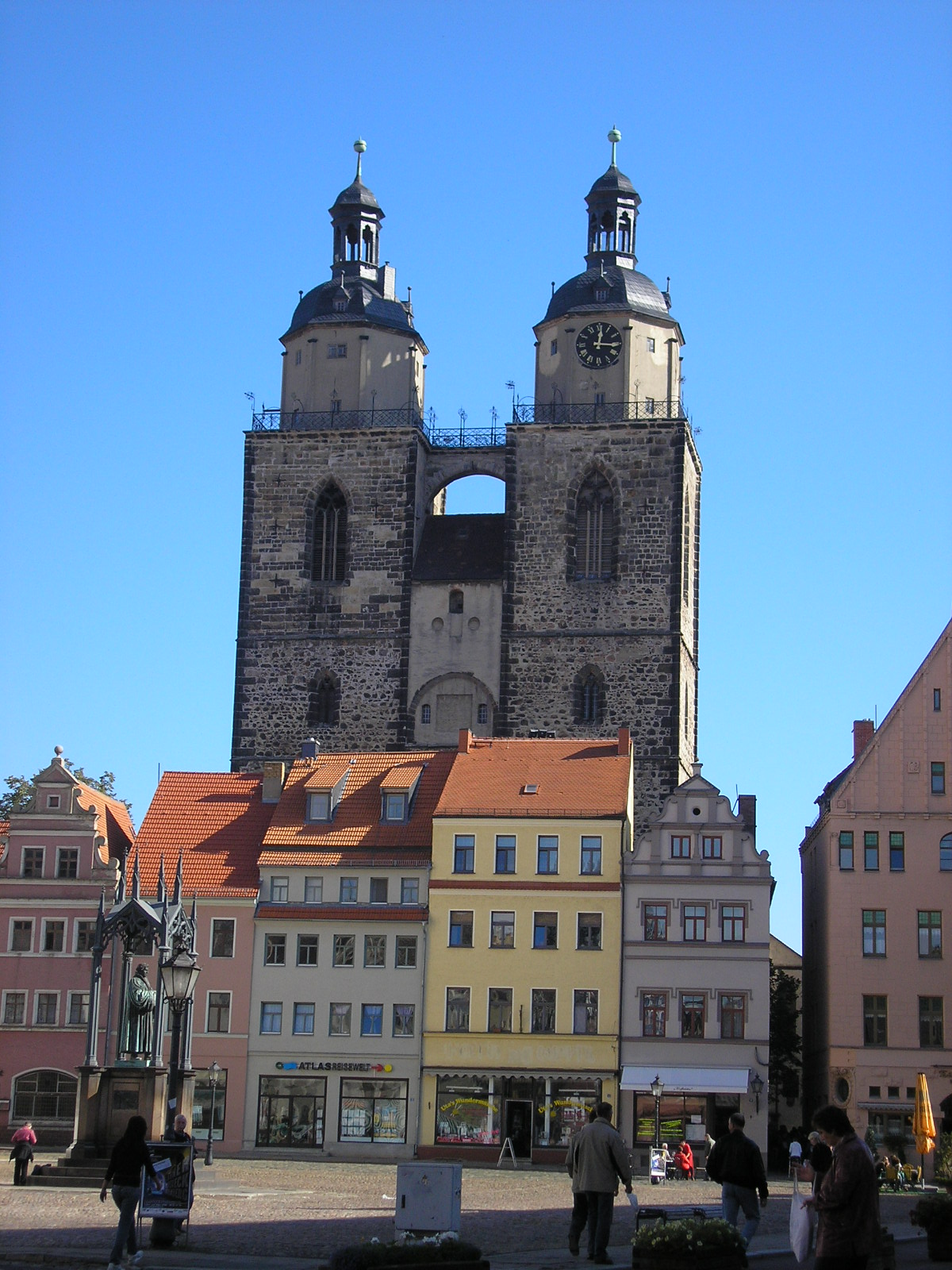
Stadskerk gezien vanaf de Markt

De Stadskerk Onze-Lieve-Vrouwe te Wittenberg is een gotische hallenkerk. De kerk geldt als "moederkerk" van de Reformatie en behoort tot de Luthergedenkplaatsen in Eisleben en Wittenberg, die sinds 1996 deel uitmaken van het werelderfgoed van de UNESCO.

## Geschiedenis

### De stadskerk en de Reformatie
De Stadskerk was de kerk voor de burgers van de stad Wittenberg. Reformatoren als Maarten Luther en Johannes Bugenhagen preekten hier geregeld. Bugenhagen was in 1523 de eerste predikant die door de gemeenteleden zelf was verkozen. De kerk was in 1525 de eerste plaats waar de mis in het Duits werd gevierd en waar het avondmaal in "beide gestalten" aan de gemeente werd uitgedeeld. Dat wil zeggen dat de gemeenteleden niet alleen de hostie (het brood), maar ook de kelk (de wijn) ontvingen.
In 1522 was de Stadskerk een van de eerste kerken die met een "beeldenstorm" te maken kregen, toen onder leiding van Andreas Bodenstein (ook wel Karlstadt genoemd) de kerk grotendeels van de middeleeuwse heiligenbeelden ontdaan werd. De onrust in de stad was voor Luther de aanleiding om zijn schuilplaats op de Wartburg te verlaten en weer naar Wittenberg terug te keren.

### Geschiedenis van de kerk
Het bestaan van de Onze-Lieve-Vrouwekerk wordt voor het eerst vermeld in een oorkonde uit 1187. Er was toen sprake van een houten kerk, die behoorde bij het bisdom Brandenburg. Het huidige koor en de zuidelijke zijbeuk zijn rond 1280 gebouwd. Het schip van de oude kerk werd tussen 1412 en 1439 vervangen door de huidige driebeukige hallenkerk. In dezelfde campagne werden ook de beide torens gebouwd, die aanvankelijk bekroond werden door stenen piramidespitsen. Deze spitsen werden in 1547 verwijderd tijdens de Schmalkaldische Oorlog, zodat er kanonnen op de torens geplaatst konden worden. In 1556 kregen de torens de huidige achthoekige spitsen, terwijl zij tevens werden voorzien van wijzerplaten en een torenwachterswoning. Ook werd de oostelijke gevel vernieuwd.
In 1811, nadat de Stadskerk bezet was geweest door troepen van Napoleon, werd het interieur van de kerk onder leiding van de architect Carlo Ignazio Pozzi hernieuwd in neogotische stijl. In 1928 werden de effecten van deze ingreep enigszins ongedaan gemaakt, maar het waren vooral de restauraties na de Tweede Wereldoorlog die ervoor zorgden dat de kerk weer grotendeels het uiterlijk kreeg dat zij in Luthers tijd had gehad.

## Interieur
Het pronkstuk van het interieur van de Stadskerk is het Reformatie-altaar uit 1547. De centrale voorstelling is de viering van het laatste avondmaal van Jezus met zijn discipelen, waarbij de discipelen de gelaatstrekken van bekende reformatoren hebben gekregen. Deze is geschilderd door Lucas Cranach de Oude. Op de zijvleugels, die waarschijnlijk door Lucas Cranach de Jongere zijn gemaakt, staan afbeeldingen van de beide andere door Luther erkende sacramenten, de doop en de biecht. Opvallend is dat de doop wordt bediend door Philipp Melanchthon, terwijl deze geen predikant was en dus niet hiertoe bevoegd was. Bij de biecht is Johannes Bugenhagen afgebeeld terwijl hij absolutie verleent zonder zich voor een aflaatbrief te laten betalen. In de predella is Luther afgebeeld terwijl hij preekt voor de gemeente van Wittenberg. Onder de luisteraars is behalve Luthers vrouw Katharina von Bora ook Lucas Cranach de Oude te zien.
De kerk bevat verder nog maar vrij weinig stukken uit de tijd van Luther. Zo bevindt de toenmalige preekstoel zich in het Lutherhuis. Wel nog aanwezig zijn een aantal grafmonumenten en schilderijen door leden van de familie Cranach, onder andere een portret van Johannes Bugenhagen. Ook staat de messing doopvont van Hermann Vischer de Oude uit 1457 nog steeds in de kerk.